# Teodor Piotr Krasiński
Teodor Piotr Aleksander Kajetan Krasiński herbu Ślepowron, (ur. 15 listopada 1798, zm. 1870) –  sędzia pokoju w powiecie czehryńskim, właściciel dóbr: Regimentarzówka, Pisarzówka i Budurowa w powiecie czehryńskim. Ojciec dwóch synów Henryka Huberta i Edmunda (1843-1883), 
Kształcił się na Wydziale Matematyczno-Przyrodniczym i Prawnym uniwersytetów Wileńskiego i Warszawskiego. Był miłośnikiem i znawcą literatury klasyków greckich, łacińskich i polskich. Tłumaczem poezji łacińskiej. Autorem przekładu Georgik Wergiliusza, takich jak: Pochwała życia wiejskiego. Był muzykiem i kompozytorem. W Regimentarzówce utrzymywał własną orkiestrę, która wykonywała jego utwory muzyczne. Orkiestrą tą kierował, specjalnie sprowadzony przez niego z Drezna muzyk Werner. Teodor Krasiński był też zapalonym botanikiem. Do swego parku w Regimentarzówce, który wówczas cieszył się wielką sławą, sprowadzał z zagranicy rzadkie okazy roślin. Teodor Krasiński, zmarł w 1870, w czasie podróży, wracając karocą wypełnioną cennymi okazami roślin, uzyskanych z największego ogrodu botanicznego księcia Monaco na Riwierze Francuskiej. Został pochowany w Złotopolu.